# Tipo 63
O Type 63 (em chinês:  63式7,62 mm自动步枪) é um fuzil de assalto de projeto chinês semelhante ao SKS. A arma possui um sistema de ferrolho rotativo totalmente automático modificado do fuzil de assalto Type 56, em vez do sistema de ferrolho basculante do SKS. No geral, a arma é baseada na carabina Type 56 (SKS chinês) e no fuzil de assalto Type 56, ambos usados pelo Exército de Libertação Popular.
Às vezes é conhecido como Type 68, o que é incorreto.

## Desenvolvimento
O Type 63 foi planejado para substituir a carabina semiautomática Type 56 no serviço chinês em um momento em que a infantaria sentiu a necessidade de um compromisso entre o poder de fogo do fuzil e o longo alcance do fuzil e para ajudar o fuzil de assalto Type 56 a se integrar em serviço, pois havia também alguns deles para equipar todo o Exército de Libertação Popular. O desenvolvimento do Type 63 começou em 1959; o certificado de projeto foi emitido em 1963 (é por isso que a designação chinesa é "Type 63"), e o fuzil entrou em serviço no Exército de Libertação Popular em 1969. O Type 63 foi removido do serviço do Exército de Libertação Popular em 1978 devido ao mau desempenho e precisão.
Além da China, o maior utilizador do fuzil Type 63 foi a Albânia, para onde foi exportada em grandes quantidades quando o regime comunista se separou da esfera de influência soviética. O fuzil Type 63 também foi exportado pela China para o Vietnã do Norte durante a Guerra do Vietnã e, ao longo da década de 1970, também foi enviado em quantidades menores para a Birmânia, Camboja e outros países da Ásia e da África.
A Coreia do Norte também usou o fuzil Type 63, além de seus próprios fuzis SKS produzidos localmente.

## Projeto
O fuzil Type 63 é uma arma de fogo seletivo, alimentada por carregadores próprios de 20 cartuchos ou carregadores padrão AK-47 de 30 cartuchos, embora estes exijam pequenas modificações (remoção do dispositivo de retenção do ferrolho) para caber. O seletor de tiro é colocado no lado direito da arma, logo acima do guarda-mato, ao alcance do dedo indicador. O fuzil Type 63 também possui uma baioneta dobrável não removível e um sistema regulador de gás para usar munição real padrão ou munição de festim para o lançamento de granadas de bocal. O carregador pode ser recarregado com clipes de 10 cartuchos do SKS.
O Type 63 foi projetado para disparo semiautomático com capacidade seletiva automática. O fuzil foi exigido pelo Exército de Libertação Popular para ter maior precisão em comparação com o fuzil de assalto Type 56. Além disso, o processo de fabrico precisa de ser simplificado para concretizar a filosofia militar baseada na utilização de massas em tempos de guerra. A arma deve facilitar às tropas a capacidade de deter o avanço inimigo por meio de tiros de fuzil em distâncias extremamente longas, bem como o uso do fogo automático para os combates finais de curta distância.
A produção inicial do fuzil apresentou um resultado promissor. Comparado com o fuzil de assalto Type 56, que é um clone do AK-47, o Type 63 tem maior confiabilidade e melhor precisão. Ele é equipado com o dispositivo de retenção de ferrolho que falta tanto no AK-47 quanto no Type 56. A vida útil do Type 63 é de 15.000 cartuchos devido ao projeto estrutural eficiente e a um processo de fabricação simplificado, tornando-o significativamente melhor do que os 6.000 cartuchos do Type 56 e AK-47 da época.

## Produção
Embora a produção inicial do Type 63 tenha recebido feedback positivo das tropas, a produção final do Type 63 sofreu enormes perturbações devido à Revolução Cultural Chinesa. O controle de qualidade da produção foi severamente afetado e o projeto inicial não foi respeitado. Depois que o primeiro lote do Type 63 terminou a produção em 1969, os lotes subsequentes receberam alterações de projeto que produziram resultados questionáveis. A vida útil foi reduzida para 10.000 cartuchos em vez dos prometidos 15.000 cartuchos. Quando foi concluído, o projeto da arma estava desatualizado, à medida que fuzis de assalto mais compactos e de cano curto ganhavam destaque na guerra moderna, como mostrado no envolvimento dos EUA no Vietnã.

## Operadores
- Afeganistão: Usado pelos Mujahidin.
- Albânia[6]
- Camboja

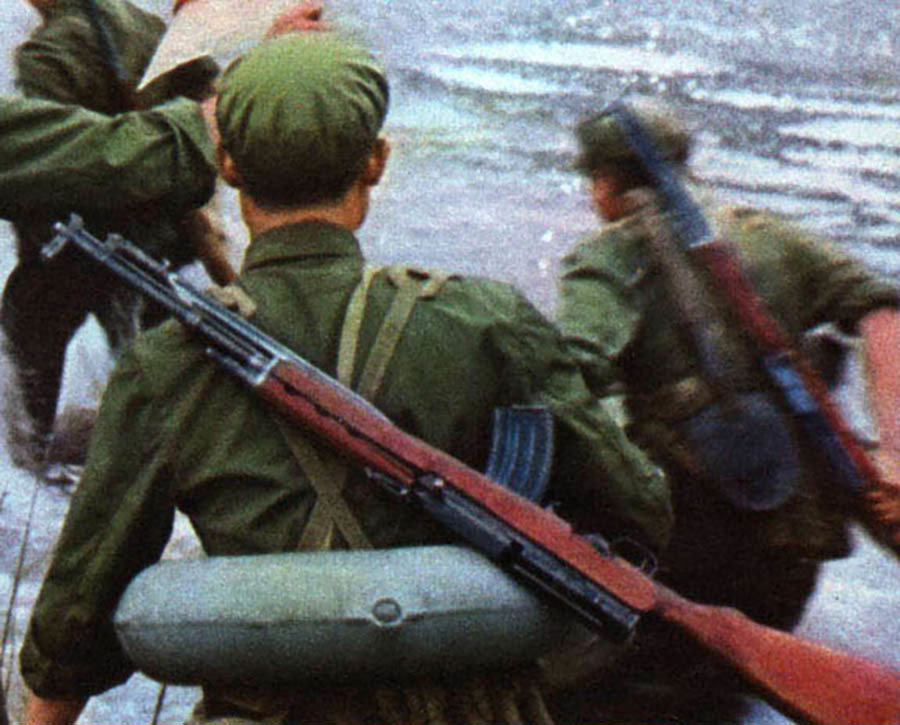
Um grupo de soldados chineses armados com fuzis Type 63.

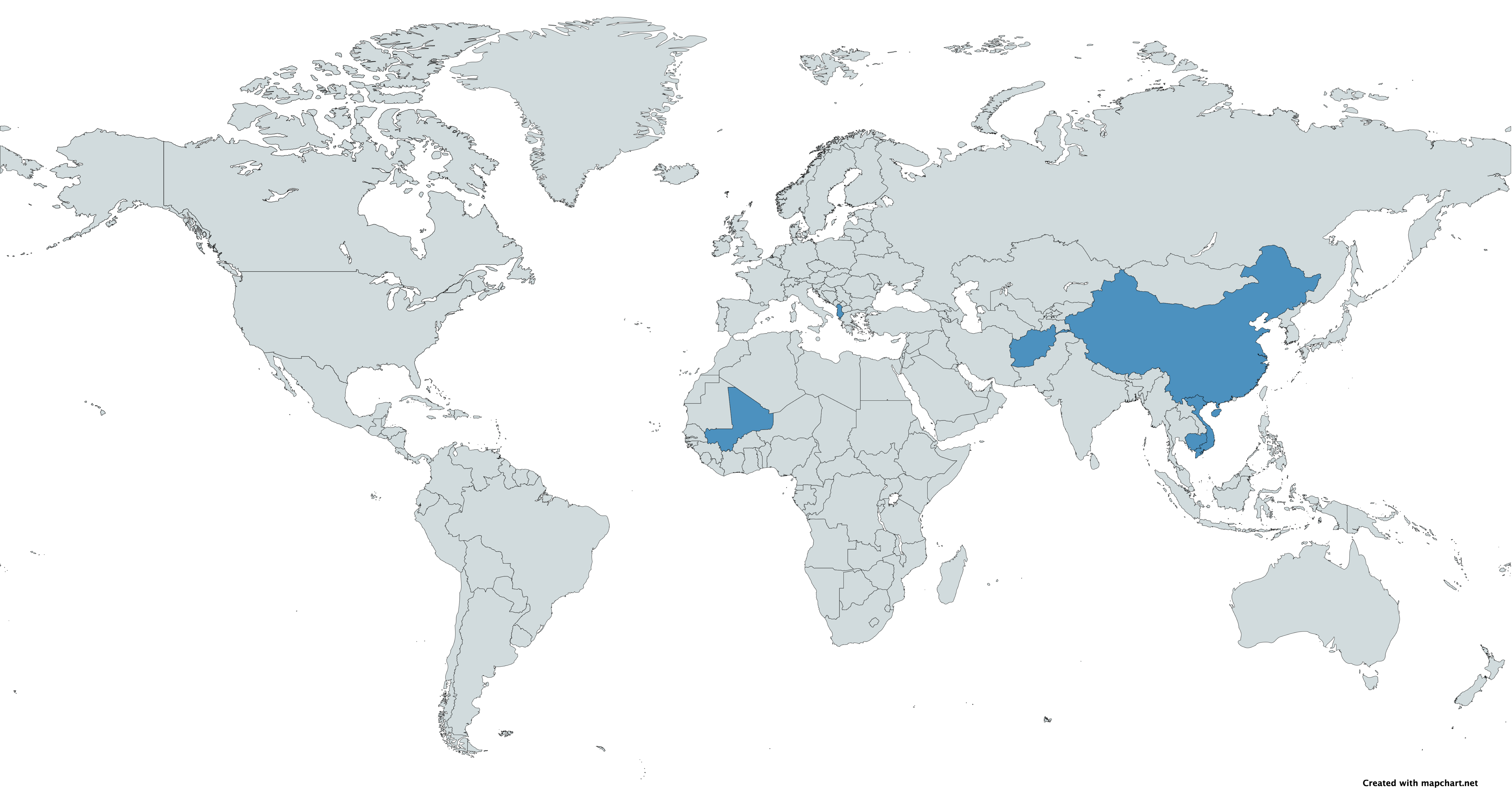
Um mapa com operadores do fuzil de assalto Type 63 em azul

- China: A partir de 2020, o Type 63 é usado principalmente em eventos cerimoniais ou com guardas de honra militares.
- Myanmar[1]
- Sri Lanka[6]
- Vietnã: No serviço vietnamita, o fuzil é designado K63.[7] Ele prestou muito pouco serviço no Vietnã do Norte e foi retirado do serviço da linha de frente após o fim da Guerra do Vietnã. Ainda está em uso pela Milícia e Autodefesa.

### Operadores não estatais
- Exército de Libertação do Kosovo[5]
- Movimento Popular de Azauade[8]